# Чёрный Тенеш
Чёрный Тенеш — река в России, протекает по Таштагольскому району Кемеровской области. Устье реки находится на высоте 307 м над уровнем моря в 33 км по правому берегу реки Мундыбаш. Длина реки составляет 14 км. В 5 км от устья, по правому берегу реки впадает река Красный Тенеш.

## Данные водного реестра
По данным государственного водного реестра России относится к Верхнеобскому бассейновому округу, водохозяйственный участок реки — Кондома, речной подбассейн реки — Томь. Речной бассейн реки — (Верхняя) Обь до впадения Иртыша.
Код водного объекта в государственном водном реестре — 13010300112115200009783.